# José Maria Alkmin
José Maria Alkmin (Bocaiuva, Minas Gerais, 11 de junio de 1901-Belo Horizonte, 22 de abril de 1974) fue un político brasileño.

## Biografía
José Maria Alkmin nació en Bocaiúva (Minas Gerais) el 11 de junio de 1901. Amigo personal y pariente político de Juscelino Kubitschek, fue su ministro de Hacienda en dos ocasiones.
Varias veces fue diputado electo. En 1964 tejió una alianza con el gobernador mineiro José de Magalhães Pinto, que culminó con el golpe de Estado. Posteriormente asumió como vicepresidente de Brasil durante la dictadura de Humberto Castelo Branco, y adhirió a la ARENA.
Era el tío abuelo del también político y actual vicepresidente Geraldo Alckmin.
- Datos: Q678842
- Multimedia: José Maria Alkmin / Q678842